# Didaphne nigrilinea
Didaphne nigrilinea är en fjärilsart som beskrevs av Walker 1865. Didaphne nigrilinea ingår i släktet Didaphne och familjen björnspinnare. Inga underarter finns listade i Catalogue of Life.